# Price Island
Price Island är en ö i Kanada.   Den ligger i Regional District of Kitimat-Stikine och provinsen British Columbia, i den sydvästra delen av landet, 3 900 km väster om huvudstaden Ottawa. Arean är 174 kvadratkilometer.
Terrängen på Price Island är platt. Öns högsta punkt är 218 meter över havet. Den sträcker sig 24,2 kilometer i nord-sydlig riktning, och 10,7 kilometer i öst-västlig riktning.
I omgivningarna runt Price Island växer i huvudsak barrskog. Trakten runt Price Island är nära nog obefolkad, med mindre än två invånare per kvadratkilometer.